# Transtorno hipersexual
O transtorno hipersexual é um padrão de comportamento que envolve preocupação intensa com fantasias e comportamentos sexuais que causam angústia, são usados de forma inadequada para lidar com o estresse, não podem ser restringidos voluntariamente e podem causar danos a si mesmo ou a terceiros. Este distúrbio também pode causar prejuízo nas funções sociais, ocupacionais ou outras funções importantes. Foi proposto em 2010 para inclusão na Quinta Edição do Manual Diagnóstico e Estatístico de Transtornos Mentais (DSM-5) da Associação Americana de Psiquiatria (AAP).

## Diagnóstico
Pessoas com transtorno hipersexual experienciam múltiplas tentativas malsucedidas de controlar ou diminuir a quantidade de tempo gasto nas suas fantasias, desejos e comportamentos sexuais. Os indivíduos podem envolver-se em comportamentos sexuais que vivem como compulsivos, apesar do conhecimento das consequências médicas, legais e/ou interpessoais adversas, e podem negligenciar responsabilidades, bem como,  atividades sociais e recreativas.
Para que um diagnóstico válido de transtorno hipersexual seja estabelecido, os sintomas devem persistir por um período de pelo menos 6 meses e ocorrer independentemente de mania ou outra condição médica.

## História
O transtorno hipersexual foi proposto para inclusão no DSM-5 (Manual Diagnóstico e Estatístico de Transtornos Mentais, Quinta Edição) pelo Grupo de Trabalho de Transtornos de Identidade Sexual e de Género (Medidas Emergentes e Modelos, Condições para Estudo Adicional). Em última análise, não foi aprovado. O termo transtorno hipersexual foi supostamente escolhido porque não implicava nenhuma teoria específica para as causas da hipersexualidade, que permanecem desconhecidas. Uma proposta para adicionar a dependência sexual ao sistema DSM havia sido rejeitada anteriormente pela AAP, pois não havia evidências suficientes sugerindo que a condição fosse análoga à dependência de substâncias, como o nome implicaria.
Rory Reid, psicóloga pesquisadora do Departamento de Psiquiatria da Universidade da Califórnia em Los Angeles (UCLA), liderou uma equipa de pesquisadores para investigar os critérios propostos para o Transtorno Hipersexual. As suas descobertas foram publicadas no Journal of Sexual Medicine, onde concluíram que os critérios dados são válidos e que o transtorno pode ser diagnosticado com segurança.
O DSM-IV-TR, publicado em 2000, inclui uma entrada chamada "Transtorno Sexual - Não Especificado" (Transtorno Sexual NE), para transtornos clinicamente significativos, mas sem código. O DSM-IV-TR observa que o Transtorno Sexual NE aplicar-se-ia a, entre outras condições, "angústia sobre um padrão de relações sexuais repetidas envolvendo uma sucessão de amantes que são vivenciados pelo indivíduo apenas como objetos a serem usados".